# Bertrande Senges
 (mai 2019).
Si vous disposez d'ouvrages ou d'articles de référence ou si vous connaissez des sites web de qualité traitant du thème abordé ici, merci de compléter l'article en donnant les références utiles à sa vérifiabilité et en les liant à la section « Notes et références ».
Bertrande Senges, née le 4 mai 1827 à Terrebasse et décédée le 2 janvier 1907 à Muret, est une aéronaute française. Elle est la première femme à effectuer un vol en montgolfière au Portugal, le 8 juin 1850.